# Insurrection de la Bosnie-Herzégovine

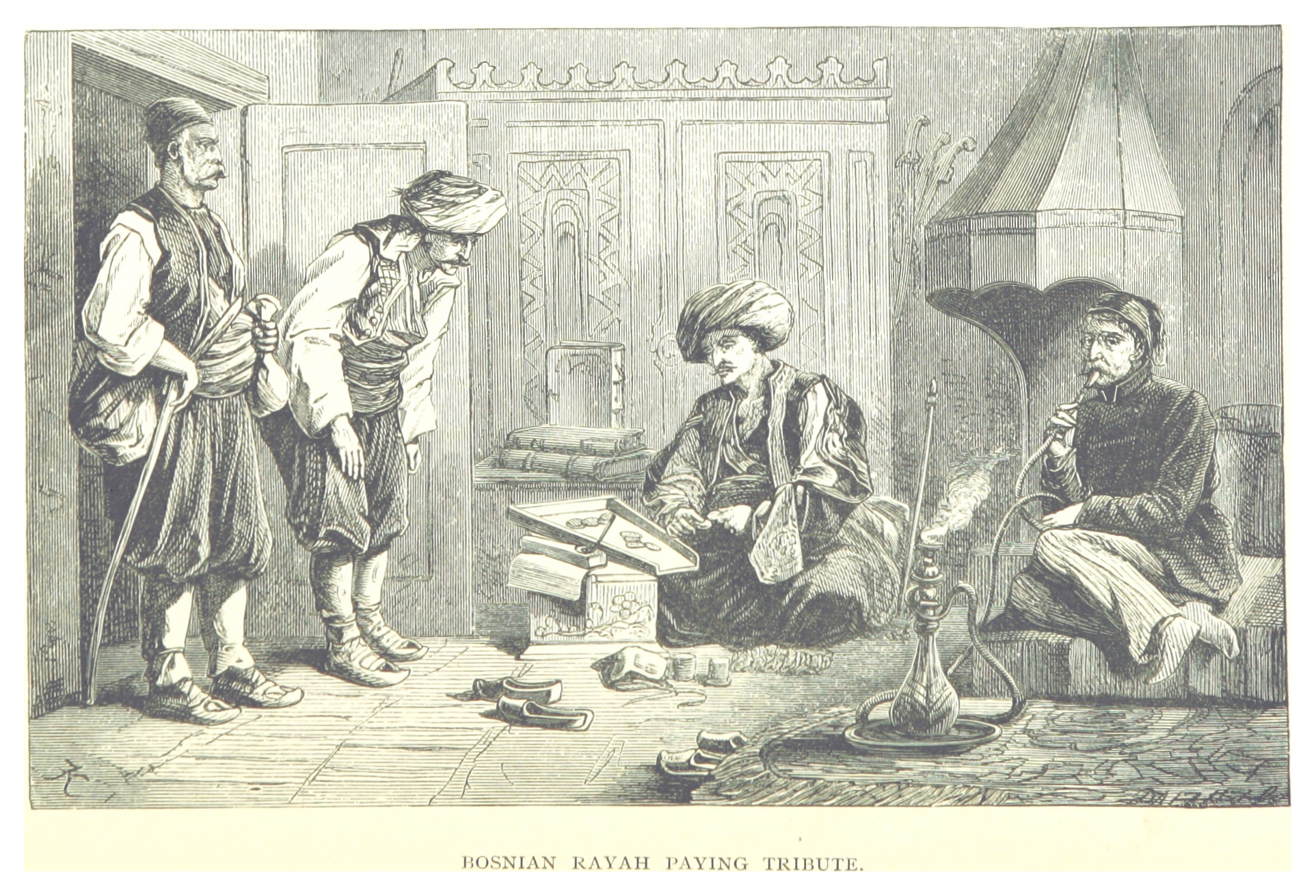
Serbe de Bosnie payant le tribut dû par les chrétiens, Georgina Mary Mackenzie, 1877

L’insurrection de la Bosnie-Herzégovine en 1875–1878 est une révolte des Serbes de Bosnie-Herzégovine contre les forces de l'Empire ottoman. L'insurrection, qui débute en Herzégovine avant de s'étendre à la Bosnie tout entière, est causée par la politique anti-serbe des gouverneurs ottomans du vilayet de Bosnie.
En dépit des réformes libérales promises par le sultan Abdülmecid Ier à partir de 1839 (Hatt-i Sharif de Gülhane), la Bosnie-Herzégovine continue à être gouvernée d'une main de fer par les fonctionnaires ottomans tout au long du XIXe siècle. Les chrétiens y restent durement imposés et les différences de traitement entre musulmans et chrétiens persistent. Par conséquent, la population se soulève massivement en 1875.
Durant leur soulèvement, les rebelles sont secondés par des volontaires issus des principautés de Serbie et de Monténégro, ce qui débouche sur la guerre serbo-turque de 1876-1878. Le conflit s'étend à d'autres régions des Balkans (Insurrection bulgare d'avril 1876, Guerre russo-turque de 1877-1878) et correspond à l'un des moments forts de la question d'Orient.
Les soulèvements sont provoqués par Tripko Vukalović, Mićo Ljubibratić (en), Maksim Bacovic, Lazar Socica, Pero Tunguz, Jovan Gutić, Pecija Petrović, Golub Babic, Stojan Kovacevic, Bogdan Zimonjic, etc.

## Le soulèvement en Herzégovine

### Les préparatifs du soulèvement

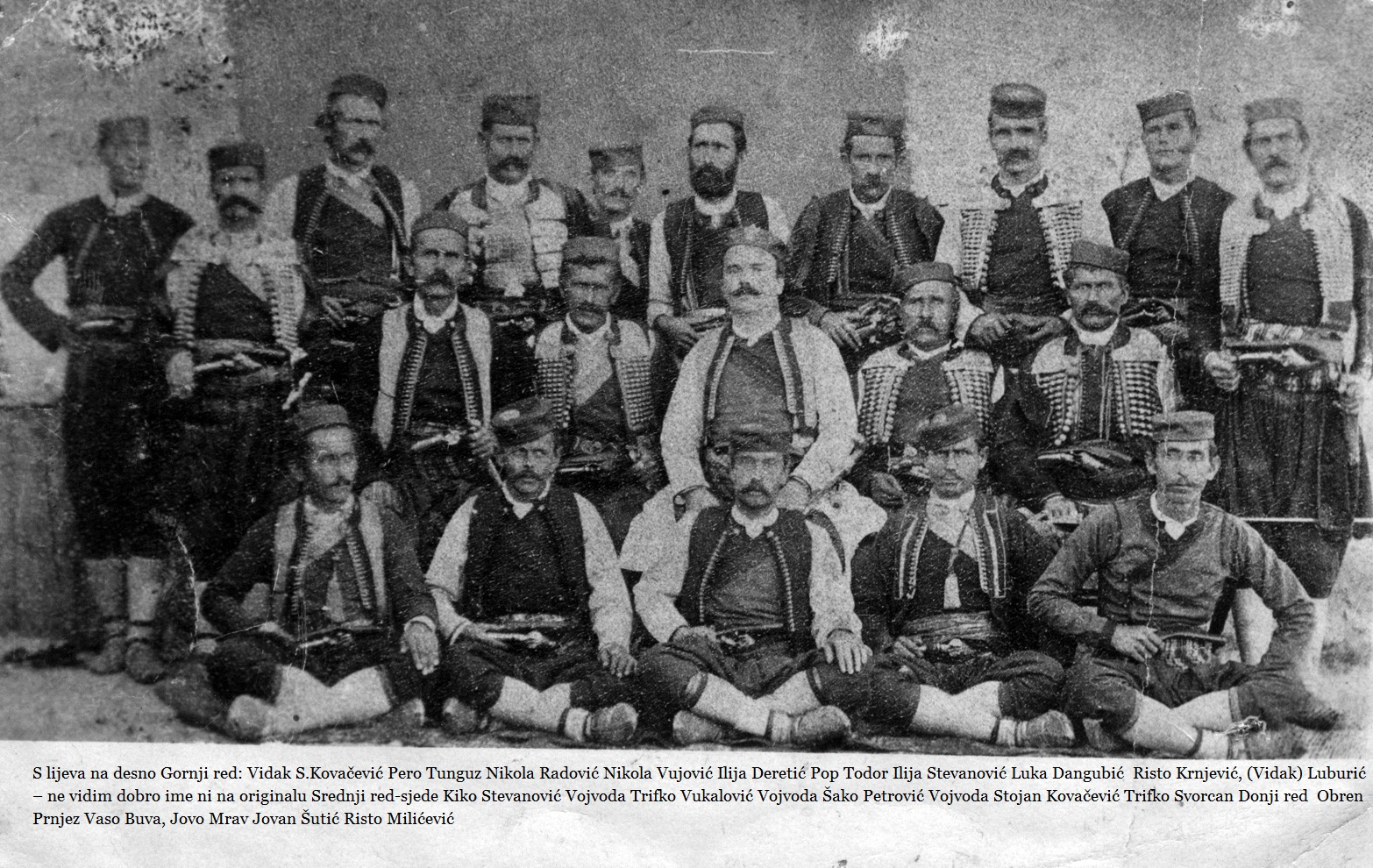
Les chefs du soulèvement de 1875-1877, photographie d'auteur inconnu

En août et septembre 1874, les dirigeants du mouvement insurrectionnel en Herzégovine sont Jovan Gutić, Simon Zecevic, Ilija Stevanovic, Trivko Grubacic, Prodan Rupar et Petar Radovic. Ils commencent les préparatifs pour le soulèvement, prennent des décisions sur la préparation des armes, des munitions et des combattants et décident de chercher des appuis au Monténégro. En octobre, ils entament des négociations avec le prince monténégrin Nicolas Ier Petrović-Njegoš. Celui-ci, initialement, ne veut pas d'action prématurée, notant la réticence de la Russie à engager la guerre avec les Turcs. Les préparatifs continuent cependant, notamment dans les régions de Bilećko et de Trebinje, menées par le serdar Todor Mujičić, Gligor Milićević, Vasilj Svorcan et Sava Jakšić.
L'insurrection éclate au printemps 1875.

### Réactions internationales
Les Ottomans négocient avec le prince et essaient d'arrêter les meneurs, ou ceux qui fuient vers le Monténégro dans l'hiver de 1874 à 1875. Les grandes puissances s'entremettent, en particulier l'Autriche-Hongrie qui, pour le bien de ses intérêts en Bosnie-Herzégovine, demande à la Porte de pardonner aux meneurs et d'accorder l'amnistie. 